# Sigle in spettrometria di massa
Lista di sigle comunemente usate in spettrometria di massa.

## A
- AE – Appearance energy
- AMS – Accelerator mass spectrometry (Spettrometria di massa con acceleratore)
- AP – Appearance potential (Potenziale di apparizione)
- AP MALDI – Atmospheric pressure matrix-assisted laser desorption/ionization
- APCI – Atmospheric pressure chemical ionization (Ionizzazione chimica a pressione atmosferica)
- API – Atmospheric pressure ionization (Ionizzazione a pressione atmosferica)
- APPI – Atmospheric pressure photoionization (Fotoionizzazione a pressione atmosferica)

## B
- BP – Base peak
- BIRD – Blackbody infrared radiative dissociation

## C
- CA – Collisional activation
- CAD – Collisionally activated dissociation
- CE-MS - Capillary electrophoresis-mass spectrometry (Elettroforesi capillare-spettrometria di massa)
- CEM - Channel electron multiplier
- CF-FAB – Continuous flow fast atom bombardment (FAB a flusso continuo)
- CI – Chemical ionization (Ionizzazione chimica)
- CID – Collision-induced dissociation (Dissociazione indotta da collisione)
- CRF – Charge remote fragmentation (Frammentazione per carica lontana)
- CSR – Charge stripping reaction
- CRM – Consecutive reaction monitoring

## D
- DADI – Direct analysis of daughter ions
- DAPPI – Desorption atmospheric pressure photoionization
- DART – Direct analysis in real time (Analisi diretta in tempo reale)
- DCP - Direct current plasma (Plasma a corrente continua)
- DCP-MS - Direct current plasma-mass spectrometry (Spettrometria di massa a plasma a corrente continua)
- DE – Delayed extraction (Estrazione ritardata)
- DEMS - Direct exposure mass spectrometry (Spettrometria di massa ad esposizione diretta)
- DEP – Direct exposure probe
- DESI – Desorption electrospray ionization (Desorbimento per ionizzazione elettrospray)
- DIOS - Desorption-ionization mass spectrometry on porous silicon
- DIP – Direct insertion probe
- DLI – Direct liquid introduction (Introduzione liquida diretta)
- DRC - Dynamic reaction cell (Cella di reazione dinamica)
- DSIMS - Dynamic secondary ion mass spectrometry (SIMS dinamico)

## E
- ECD – Electron-capture dissociation (Dissociazione per cattura di elettroni)
- ECI – Electron capture ionization
- EDD – Electron-detachment dissociation
- EI – Electron ionization (Ionizzazione elettronica)
- ES - Electrospray (Elettrospray)
- ESA – Electrostatic energy analyzer
- ESI - Electrospray ionization (Ionizzazione elettrospray)
- ETD – Electron-transfer dissociation (Dissociazione per trasferimento elettronico)

## F
- FAB – Fast atom bombardment (Bombardamento con atomi veloci)
- FABSSIMS - Fast atom bombardment-static secondary mass spectrometry
- FAIMS – High-field asymmetric waveform ion mobility spectrometry
- FD – Field desorption (Desorbimento di campo)
- FFR – Field-free region
- FI – Field ionization
- FIB – Fast ion bombardment
- FT-ICR MS – Fourier transform ion cyclotron resonance mass spectrometer (Spettrometro di massa a risonanza ionica ciclotronica a trasformata di Fourier)
- FTMS – Fourier transform mass spectrometer (Spettrometro di massa a trasformata di Fourier)

## G
- GALDI - Graphite-assisted laser desorption/ionization
- GC-MS - Gas chromatography-mass spectrometry (Gascromatografia-spettrometria di massa)
- GDMS – Glow discharge mass spectrometry (Spettrometria di massa a scarica a bagliore)

## H
- HDX – Hydrogen/deuterium exchange
- HCD – Higher-energy C-trap dissociation
- HPLC-MS - High performance liquid chromatography-mass spectrometry

## I
- ICAT – Isotope-coded affinity tag
- ICP – Inductively coupled plasma (Plasma accoppiato induttivamente)
- ICP-MS - Inductively coupled plasma mass spectrometer (Spettrometro di massa a plasma accoppiato induttivamente)
- ICR - Ion cyclotron resonance (Risonanza ionica ciclotronica)
- ICRMS – Ion cyclotron resonance mass spectrometer
- IDMS – Isotope dilution mass spectrometry
- IRMPD – Infrared multiphoton dissociation (Dissociazione infrarossa multifotonica)
- IKES – Ion kinetic energy spectrometry
- IMS – Ion mobility spectrometry
- IMS - Imaging mass spectrometry (Imaging con spettrometria di massa)
- IRMS – Isotope ratio mass spectrometry
- IS - Ionspray
- ISI - Ionspray ionization
- IT – Ion trap (Trappola ionica)
- ITMS – Ion trap mass spectrometry (Spettrometro di massa a trappola ionica)
- ITMS – Ion trap mobility spectrometry
- iTRAQ – isobaric tag for relative and absolute quantitation

## K
- KER – Kinetic energy release
- KERD – Kinetic energy release distribution

## L
- LA-ICP-MS - Laser ablation-inductively coupled plasma-mass spectrometry (Spettrometro di massa a plasma accoppiato induttivamente con ablazione laser)
- LC-MS - Liquid chromatography-mass spectrometry (Cromatografia liquida-spettrometria di massa)
- LD – Laser desorption (Desorbimento laser)
- LDI – Laser desorption ionization
- LI – Laser ionization
- LIT – Linear ion trap (Trappola ionica lineare)
- LMMS – Laser microprobe mass spectrometry
- LSI – Liquid secondary ionization
- LSIMS - Liquid secondary ion mass spectrometry
- LTQ - Linear Trap Quadrupole (Trappola quadrupolare lineare)

## M
- MAGIC LC-MS - Monodispersed aerosol generation interface combining LC-MS
- MALDI – Matrix-assisted laser desorption/ionization
- MIKES – Mass-analyzed ion kinetic energy spectrometry (Spettrometria MIKES)
- MCP – Microchannel plate (Rivelatore microchannel plate)
- MIMS – Membrane introduction mass spectrometry, membrane inlet mass spectrometry, membrane interface mass spectrometry
- MPI – Multiphoton ionization
- MRM – Multiple reaction monitoring
- MS – Mass spectrometer (Spettrometro di massa
- MS – Mass spectrometry (Spettrometria di massa)
- MS/MS – Mass spectrometry/mass spectrometry (Spettrometria di massa tandem)
- MSn – Multiple stage mass spectrometry (Spettrometria di massa in più stadi

## N
- NETD – Negative electron-transfer dissociation
- NICI – Negative ion chemical ionization (Ionizzazione chimica a ioni negativi)
- NRMS – Neutralization reionization mass spectrometry

## P
- PAD – Post-acceleration detector
- PB - Particle beam (Fascio di particelle)
- PD - Plasma desorption (Desorbimento a plasma)
- PDI – Plasma desorption/ionization
- PDMS – Plasma desorption mass spectrometry
- PSD – Post-source decay
- PyMS – Pyrolysis mass spectrometry

## Q
- Q - Quadrupole (Quadrupolo)
- QQQ - Triple quadrupole
- QTOF - Quadrupole and Time-of-flight analyzer
- QUISTOR – Quadrupole ion storage trap
- QIT – Quadrupole ion trap (Trappola ionica quadrupolare)
- QMS – Quadrupole mass spectrometer (Spettrometro di massa a quadrupolo)

## R
- REMPI – Resonance enhanced multiphoton ionization
- RGA – Residual gas analyzer
- RI – Resonance ionization
- RIMS - Resonance ionization mass spectrometry (Spettrometria di massa a ionizzazione a risonanza)

## S
- SALDI - Surface-assisted laser desorption/ionization
- SELDI – Surface-enhanced laser desorption/ionization
- SEND - Surface-enhanced neat desorption
- SHRIMP – Sensitive high resolution ion microprobe
- SI – Surface ionization
- SID – Surface-induced dissociation
- SIFT – Selected ion flow tube
- SILAC – Stable isotope labelling by amino acids in cell culture
- SIM – Selected ion monitoring
- SIMS - Secondary ion mass spectrometry (Spettrometria di massa di ioni secondari)
- SIR – Selected ion recording
- SIR – Surface-induced reaction
- SNMS – Secondary neutral mass spectrometry (Spettrometria di massa a sputtering di neutri)
- SORI – Sustained off-resonance irradiation
- SRM – Selected reaction monitoring
- SSIMS - Static secondary ion mass spectrometry (SIMS statico)
- SSMS - Spark source ionization mass spectrometry (Spettrometria di massa a ionizzazione a scintilla)
- SWIFT – Stored waveform inverse Fourier transform

## T
- TI – Thermal ionization (Ionizzazione termica)
- TIC – Total ion current
- TICC – Total ion current chromatogram
- TLF – Time-lag focusing
- TMT – Tandem mass tags
- TOF - Time of flight (Analizzatore a tempo di volo)
- TOF-MS – Time-of-flight mass spectrometer (Spettrometro di massa a tempo di volo)
- TS - Thermospray (Termospray)
- TSI - Thermospray ionization (Ionizzazione termospray)